# 102 Miriam
Miriam /ˈmɪriəm/ (định danh hành tinh vi hình: 102 Miriam) là một tiểu hành tinh hoàn toàn lớn và rất tối ở vành đai chính. Ngày 22 tháng 8 năm 1868, nhà thiên văn học người Mỹ gốc Đức Christian H. F. Peters phát hiện tiểu hành tinh Miriam khi ông thực hiện quan sát ở Đài quan sát Litchfield và đặt tên nó theo tên Miriam, chị (em) của Moses trong Cựu Ước.